# Li Xian
Li Xian (chino simplificado: 李现), es un popular actor chino, conocido por haber interpretado a Han Shangyan en la serie Go Go Squid!.

## Biografía
En 2010 se unió a la Academia de Cine de Pekín (inglés: "Beijing Film Academy") donde se especializó en actuación.
Es amigo de la actriz china Yang Zi.

## Carrera
Es miembro de la agencia "Easy Entertainment".
En octubre del 2016 se unió a la primera temporada de la serie Medical Examiner Dr. Qin donde interpretó a Lin Tao, el capitán del equipo de policías.
En agosto del mismo año se unió al elenco de la película Love O2O donde dio vida a Yu Banshan, uno de los amigos de Xiao Nai.
En 2017 realizó una breve aparición en el último episodio de la serie Rush to the Dead Summer donde interpretó al breve novio de Li Xia (Zheng Shuang).
El 19 de julio del mismo año se unió al elenco principal de la primera temporada de la serie Tientsin Mystic donde dio vida a Guo Deyou, un policía que ha heredado la habilidad de su maestro de eliminar a los culpables cada vez que enciende su pipa, que se une a Ding Mao (Zhang Ming En) para descubrir la verdad, luego de convertirse en un sospechoso de un asesinato, hasta el final de la serie el 3 de octubre del mismo año.
En marzo del 2018 se unió al elenco principal de la serie Only Side by Side with You donde interpretó a Chang Jianxiong, el excompañero de Shi Yue (William Chan) en las Fuerzas Especiales y amigo de la infancia de Nan Qiao (Bai Baihe), hasta el final de la serie en abril del mismo año.
El 9 de julio del 2019 se unió al elenco principal de la exitosa y popular serie Go Go Squid! donde dio vida al encantador Han Shangyan, un legendario jugador en el mundo e-sports, cuya personalidad fuerte, serie y poco amigable, comienza a cambiar cuando se enamora de la encantadora Tong Nian (Yang Zi), hasta el final de la serie el 31 de julio del mismo año. Su interpretación le ha ganado una gran cantidad de fanes, aumentando su popularidad.
El 6 de diciembre del mismo año se unió al elenco principal de la serie Sword Dynasty (剑王朝) donde interpretó a Ding Ning, un joven enfermizo que sueña todos los días con el derrocamiento del régimen de Qin, hasta el final de la serie el 4 de enero del 2020.
El 14 de febrero del 2020 se unió al elenco de la película The Enigma of Arrival donde dio vida a Xiaolong.
El 4 de diciembre del mismo año aparecerá como parte del elenco principal de la película Red Fox Scholar (también conocida como "Spring River in the Flower Moon Night" o "Soul Snatcher") donde interpretará a Bai Shisan.

## Filmografía

### Series de televisión
| Año       | Título                     | Personaje       | Notas                                              |
| --------- | -------------------------- | --------------- | -------------------------------------------------- |
| 2023.     | To Where the Wind Goes     | Xie Zhi Yao     | [ 17 ]                                             |
| TBA       | A Love Never Lost          | -               | [ 18 ] [ 19 ] [ 20 ]                               |
| 2021      | Dt.Appledog's Time         | Han Shangyan    | (ep. #2, 11-13, 30, 36, 38) - (aparición especial) |
| 2019-2020 | Sword Dynasty              | Ding Ning       | 34 episodios                                       |
| 2019      | Go Go Squid!               | Han Shangyan    | 41 episodios                                       |
| 2018      | Women of Shanghai          | Chen Xiaowei    | (aparición especial)                               |
| 2018      | Only Side by Side with You | Chang Jianxiong | 40 episodios                                       |
| 2017      | Tientsin Mystic            | Guo Deyou       | 24 episodios                                       |
| 2017      | Rush to the Dead Summer    | Novio de Li Xia | -                                                  |
| 2016      | Medical Examiner Dr. Qin   | Lin Tao         | 20 episodios                                       |
| 2016      | Four Ladies                | Ding Zihui      | -                                                  |
| 2016      | Who Sleeps My Bro          | Xie Xun         | 26 episodios                                       |
| 2014      | City of Fantasy            | Ah Liang        | 8 episodios                                        |

### Películas
| Año  | Título                    | Personaje                     | Notas                                                                    |
| ---- | ------------------------- | ----------------------------- | ------------------------------------------------------------------------ |
| 2021 | 1921                      | -                             | junto a Huang Xuan, Ni Ni, Liu Haoran y Wang Renjun                      |
| 2020 | Schemes in Antiques       | Yao Buran                     | junto a Lei Jiayin, Xin Zhilei y Ge You                                  |
| 2020 | Red Fox Scholar           | Bai Shisan                    | junto a Chen Linong, Jiang Chao, Hani Kezi y Pei Kuishan                 |
| 2020 | The Enigma of Arrival     | Xiaolong                      | junto a Guan Xuan y Dong Borui                                           |
| 2019 | Love Song 1980            | Liang Zhengwen                | junto a Ai Liya, Hou Changrong y Yan Luyang                              |
| 2019 | The Captain               | Controlador del Tráfico Aéreo |                                                                          |
| 2019 | Big Shots                 | Joven Travieso                | (corto de GQ China)                                                      |
| 2018 | Nuts                      | Su Zicong                     | junto a Zhang Ruoyun, Ma Sichun, Li Xiaoyun y Liu Mintao                 |
| 2017 | The Founding of an Army   | Luo Ruohang                   | junto a Zhu Yawen, Ma Tianyu, Li Yifeng, Bai Yu, Dong Zijian y Chen Xiao |
| 2017 | Deadly Love               | Fang Zhibin                   |                                                                          |
| 2016 | Love O2O                  | Yu Banshan                    | junto a Jing Boran, Angelababy, Bai Yu, Tan Songyun y Li Qin             |
| 2016 | Who Sleeps My Bro         | Xie Xun                       | junto a Chen Xiao, Qin Lan, Calvin Tu, Liu Ruilin y Yu Xintian           |
| 2013 | Singing When We Are Young | Da Wei                        |                                                                          |
| 2012 | Feng Shui                 | Ma Xiaobao                    | junto a Yan Bing Yan y Zhao Qian                                         |

### Programas de variedades
| Año              | Programa                                | Notas                  |
| ---------------- | --------------------------------------- | ---------------------- |
| 2021             | Go Fighting! Season 7                   | invitado               |
| 2020             | In Spring - Actor Chaper                |                        |
| 2020             | Young Forever                           | invitado               |
| 2019             | Jing / Very Close Distance (非常静距离) | invitado               |
| 2019             | Me Ri Wen Yu Bo Bao                     | invitado               |
| 2016, 2017, 2019 | Happy Camp                              | 5 episodios - invitado |
| 2017             | Keep Running                            | (ep. #5.10) - invitado |

### Apariciones en videos musicales
| Año  | Artista | Canción  | Notas         |
| ---- | ------- | -------- | ------------- |
| 2015 | Luhan   | "Medals" | [ 27 ] [ 28 ] |

### Revistas / sesiones fotográficas
| Año  | Título                                                      | Notas                                     |
| ---- | ----------------------------------------------------------- | ----------------------------------------- |
| 2021 | Esquire China                                               | (publicación de marzo)                    |
| 2021 | Dazed China                                                 | (publicación de marzo)                    |
| 2020 | Dazed Korea                                                 | (publicación de julio)                    |
| 2020 | 出色WSJ.                                                    | (publicación de junio)                    |
| 2020 | VogueMe Magazine                                            | junto a Chun Xia - (publicación de abril) |
| 2020 | PUMA x Helly Hansen                                         |                                           |
| 2020 | Puma                                                        |                                           |
| 2020 | 2019 Weibo Awards Ceremony: Thematic Poster - Weibo Fantasy |                                           |
| 2020 | Southern Metropolis Entertainment                           | (publicación de enero)                    |
| 2020 | L’Officiel Hommes China                                     | (publicación de enero)                    |
| 2020 | Bazaar Men China                                            | (publicación de enero)                    |
| 2019 | Estée Lauder                                                |                                           |
| 2019 | The Beast                                                   |                                           |
| 2019 | GQ Style - Fall/Winter                                      | (publicación de septiembre)               |
| 2019 | ELLE Men Fresh                                              |                                           |
| 2019 | YOHO! Magazine                                              | (publicaciones de septiembre y octubre)   |
| 2019 | Dazed                                                       | (edición A/W 2019)                        |
| 2019 | GQ China                                                    | (tema: "All Eyes On You")                 |
| 2019 | Elle Men China                                              |                                           |
| 2019 | Harper's Bazaar China                                       | (publicación digital)                     |
| 2019 | Marie Claire Booming                                        | junto a Chen Linong                       |
| 2019 | L’Officiel China                                            | (publicación de septiembre)               |
| 2019 | SuperELLE                                                   | junto a Yang Zi                           |
| 2019 | FireBible                                                   |                                           |
| 2019 | BoboSnap China                                              |                                           |
| 2019 | ELLE MEN Fresh                                              | (publicación #3)                          |
| 2019 | L’Officiel X                                                |                                           |
| 2019 | Burberry                                                    |                                           |
| 2019 | Chanel                                                      |                                           |
| 2019 | Men’s Health                                                |                                           |
| 2019 | Bleu de Chanel                                              |                                           |
| 2017 | Marie Claire China (嘉人美妆)                               |                                           |
| 2017 | 悦食 Epicure                                                |                                           |
| 2017 | ELLEMEN.HK                                                  |                                           |
| 2017 | Esquire (时尚先生)                                          |                                           |
| 2017 | NYLON                                                       |                                           |
| 2017 | GQ (智族)                                                   |                                           |
| 2017 | Vogue Me                                                    |                                           |
| 2017 | Bazaar Men (芭莎男士)                                       |                                           |
| 2017 | COSMO (时尚伊人)                                            |                                           |
| 2017 | ELLE (世界时装之苑)                                         |                                           |
| 2017 | SIZE (潮流生活)                                             |                                           |
| 2017 | InStyle (优家画报)                                          |                                           |
| 2017 | yoho! (潮流志)                                              |                                           |

### Endorsos / Embajador
| Año           | Marca                                    | Notas                 |
| ------------- | ---------------------------------------- | --------------------- |
| 2020-presente | Pepsi                                    | (en China) - Portavoz |
| 2020-presente | Acqua di Parma                           | Portavoz              |
| 2020-presente | Gemice Ice Cream                         | Portavoz              |
| 2020-presente | Lay’s                                    | Portavoz              |
| 2019-presente | Levi’s                                   | Portavoz              |
| 2019-presente | Honor Mobile Phones                      | Embajador             |
| 2019-presente | Jingdong (or JD.com)                     | Portavoz              |
| 2019-presente | Midea Electrical Appliances              | Portavoz              |
| 2019-presente | Glico Pocky                              |                       |
| 2019-presente | The Beast                                | Portavoz              |
| 2019-presente | Yili                                     | Portavoz              |
| 2019-presente | Estée Lauder’s Skincare and Makeup Lines | Portavoz              |
| 2019-presente | Atlantis Sanya                           | Embajador             |
| 2019-presente | Supor Lightweight Insulated Tumblers     | Portavoz              |
| 2019-presente | Huawei                                   |                       |
| 2019-presente | Dell Computers                           |                       |
| ¿?-2021       | Puma China                               |                       |

### Anuncios
| Año        | Título                               | Notas                                           |
| ---------- | ------------------------------------ | ----------------------------------------------- |
| 2021       | PepsiCo                              | junto a Jackson Wang, Justin Huang y Song Zu'er |
| 2020       | Weiquan Juice Drinks                 |                                                 |
| 2020       | Acqua di Parma Cologne               |                                                 |
| 2020       | Honor 30                             |                                                 |
| 2020       | Kang Shifu (Master Kong) Jasmine Tea | junto a Chun Xia                                |
| 2020       | Levi’s                               |                                                 |
| 2019, 2020 | Estée Lauder                         |                                                 |
| 2019       | Honor V30                            |                                                 |
| 2019       | Pocky                                | junto a Yang Zi                                 |
| 2019       | KFC China                            |                                                 |

### Eventos
| Año  | Título                                                             | Notas       |
| ---- | ------------------------------------------------------------------ | ----------- |
| 2021 | 2021 GQMOTY Person of the Year Cremony                             | invitado    |
| 2021 | Dragon TV’s 2021 China Quality TV Drama Awards                     | [ 30 ]      |
| 2021 | 2020 Weibo Night                                                   | [ 31 ]      |
| 2021 | Honor of Kings Champion Cup Winter 2020                            |             |
| 2020 | CCTV Chinese New Year Gala                                         |             |
| 2020 | 2019 Weibo Awards Ceremony                                         |             |
| 2020 | 2019 Jinri Toutiao Gala                                            |             |
| 2020 | 2019 Today's Headline Awards Ceremony                              |             |
| 2019 | Dongfang/Dragon - New Year’s Eve Gala (New Year Countdown Concert) |             |
| 2019 | 2019 Tencent Video Star Awards                                     |             |
| 2019 | Esquire China’s 16th Man At His Best Award                         |             |
| 2019 | Sword Dynasty Fanmeet                                              |             |
| 2019 | 2020 iQiYi Scream Night                                            |             |
| 2019 | Vogue China - Annual Fashion Film Gala                             |             |
| 2019 | 2019 Men of the Year Event                                         |             |
| 2019 | Cartier’s Magnitude Exhibition                                     | en Shanghái |
| 2019 | Huawei Honor P20 Brand Event                                       | en Wuhan    |
| 2019 | Puma Brand Event                                                   |             |

## Discografía

### Sencillos
| Año  | Canción                       | Álbum                                                      | Notas                                                      |
| ---- | ----------------------------- | ---------------------------------------------------------- | ---------------------------------------------------------- |
| 2020 | "Hello 2020"                  | Interpretación durante el "CCTV Spring Festival Gala 2020" | junto a Li Qin, Zhou Dongyu, Zhu Yilong y Ma Sichun        |
| 2019 | "Milk Bread"                  | OST de "Go Go Squid!"                                      | (Interpretación en "Dragon TV New Year Countdown Concert") |
| 2019 | "Give to the Future"          | OST de "Go Go Squid!"                                      | (Interpretación en "Dragon TV New Year Countdown Concert") |
| 2019 | "A Nameless Person"           | OST de "Go Go Squid!"                                      | (Interpretación en "Dragon TV New Year Countdown Concert") |
| 2019 | "A Bright Future" (前程似锦)  | OST de "Spring River in the Flower Moon Night"             | junto a Chen Linong                                        |
| 2019 | "Give to the Future" (給未來) | OST de "Go Go Squid!"                                      |                                                            |

### Otras canciones
| Año  | Título | Álbum                                                  | Notas                                                                                            |
| ---- | ------ | ------------------------------------------------------ | ------------------------------------------------------------------------------------------------ |
| 2020 | 战疫   | Lanzado por China Federation of Literary & Art Circles | (Canción y mensajes para apoyar a quienes luchan contra el coronavirus) - junto a otros artistas |

## Premios y nominaciones
| Año  | Categoría                        | Premio                                                       | Trabajo         | Resultado |
| ---- | -------------------------------- | ------------------------------------------------------------ | --------------- | --------- |
| 2021 | Charismatic Role of the Year     | Weibo Award                                                  | -               | Ganó      |
| 2020 | Upward Forces of the Year        | GQ China 2020 Men of the Year Award                          | -               | Ganó      |
| 2020 | Best Actor                       | 2nd Asia Contents Awards Busan International Film Festival   | Sword Dynasty   | Nominado  |
| 2020 | Breakthrough Actor of the Year   | Weibo Awards Ceremony                                        | -               | Ganó      |
| 2020 | Hot Figure of the Year           | Weibo Awards Ceremony                                        | -               | Ganó      |
| 2019 | Brand Value Star of the Year     | Jinri Toutiao Awards Ceremony                                | -               | Ganó      |
| 2019 | Person of the Year               | Beijing News Weekl                                           | -               | Ganó      |
| 2019 | Most Popular Actor               | Film and TV Role Model 2019 Ranking                          | Go Go Squid!    | Ganó      |
| 2019 | Quality Artist of the Year       | Tencent Video All Star Award                                 | -               | Ganó      |
| 2019 | Most Promising Actor of the Year | 16th Esquire Man At His Best Award                           | -               | Ganó      |
| 2019 | Male Idol (God)                  | 2020 iQiYi Scream Night (8th iQiyi All-Star Carnival)        | Go Go Squid!    | Ganó      |
| 2019 | Best Actor                       | Golden Bud - The Fourth Network Film And Television Festival | Go Go Squid!    | Nominado  |
| 2019 | Best Actor (Modern Drama)        | 26th Huading Award                                           | Go Go Squid!    | Nominado  |
| 2019 | Best Actor (Emerald Category)    | 6th The Actors of China Award Ceremony                       | Go Go Squid!    | Nominado  |
| 2019 | Popular Actor of the Year        | GQ 2019 Men of the Year                                      | Go Go Squid!    | Ganó      |
| 2017 | Most Popular Actor               | Netease Award                                                | Tienstic Mystic | Ganó      |